# Mevlud Dudić
Mevlud Dudić (Tutin, 1966.), bošnjački je teolog, trenutačni predsjednik Mešihata Islamske zajednice u Srbiji, muftija sandžački.
Osnovnu je školu završio u Tutinu, a srednju Alaudin medresu u Prištini. Na Islamskom teološkom fakultetu u Sarajevu diplomirao je 1989. godine. Magistar postaje 2005. godine obranom rada na temu Nastanak i razvoj medrese u Novom Pazaru na Međunarodnom sveučilištu u Novom Pazaru. Na istom sveučilištu doktorirao je 2007. godine na temu Uloga sibjan-mekteba u očuvanju islama u Sandžaku. U listopadu 2013. god. imenovan je muftijom beogradskim, a na izborima za predsjednika Mešihata Islamske zajednice u Sandžaku i Srbiji u izabran je u siječnju 2014. godine. Reorganizacijim Mešihata i usklađivanjem s Ustavom Islamske zajednice u Bosni i Hercegovini, gdje je po novom pravilu predsjednik Mešihata ujedno i muftija sandžački, Mevlud ef. Dudić je u veljači 2025. imenovan na obje spomenute fukcije.

## Vanjske poveznice
- Mevlud ef. Dudić na islamskazajednica.ba